# Carl-Gustaf Asplund
Carl-Gustaf Mauritz Asplund, född den 8 april 1913 i Stockholm, död den 24 april 1999 i Skövde, var en svensk jurist. Han var son till Gustaf Asplund.
Asplund avlade studentexamen 1931 och juris kandidatexamen 1936. Han blev fiskal i Svea hovrätt 1941, adjungerad ledamot där 1945, assessor i Hovrätten för Nedre Norrland 1948, hovrättsråd där 1949 och vice ordförande på avdelning samma år. Asplund var tillförordnad revisionssekreterare 1953 och 1956–1957. Han var tjänstledig 1953–1956 och 1959–1961 för tjänstgöring som domare i High Court of Ethiopia i Addis Abeba (1953–1956) och som president i Federal High Court i Eritrea (1959–1961). Asplund var häradshövding i Skövde domsaga 1961–1970 och lagman i Skövde tingsrätt 1971–1978. Han var auditör vid svenska bataljonen på Cypern 1964–1965, 1975–1976 och 1978–1979. Asplund innehade uppdrag för Förenta Nationerna i Lesotho 1976–1977. Han var ordförande i Skövde sparbank och Skövde-Hjo sparbank 1965–1971 och i Sparbanken Norra Skaraborg 1973–1976 samt i Skaraborgsdistriktet av Svenska Röda Korset 1973–1976 och 1977–1984. Asplund blev riddare av Nordstjärneorden 1952 och kommendör av samma orden 1967. Han vilar i sin familjegrav på Galärvarvskyrkogården.